# Fantascienza sociologica
L'espressione fantascienza sociologica fu introdotta in Italia alla fine degli anni cinquanta, come corrispondente dell'inglese social science fiction, per definire un nuovo insieme emergente di romanzi e racconti di fantascienza a sfondo sociale, incentrati sulle scienze sociali più che sulla tecnologia, scritti soprattutto da un gruppo di autori che facevano da apripista, quali Robert Sheckley, Frederik Pohl, Cyril M. Kornbluth, William Tenn, cui in seguito si unirono molti altri, fra cui Margaret Atwood, Richard Matheson, Mack Reynolds e Philip K. Dick. Nella prima metà degli anni sessanta, tali istanze sarebbero sfociate nel filone detto più precisamente New Wave. Una definizione più generale che è stata a sua volta usata per comprendere questi temi (ma senza una particolare cornice storica o letteraria) è "fantascienza soft". A differenza di "fantascienza hard", né "fantascienza sociologica" né "fantascienza soft" corrispondono a un preciso filone letterario o commerciale.

## Temi
Nelle opere degli scrittori della cosiddetta "fantascienza sociologica", l'accento era posto non tanto sulle nuove tecnologie futuribili, o sui viaggi spaziali tipici della space opera, quanto su ipotetiche evoluzioni future della società umana o di alcuni elementi del vivere sociale dell'epoca: politica (anzitutto), economia, industria, mass media e dilagare della pubblicità, legalità, morale, sentimenti, abitudini, atteggiamenti.
Tali mutazioni del plurimillenario modus vivendi erano di solito risultato dell'impatto di nuove tecnologie "facilitanti"; al contempo le storie assumevano una maggiore consapevolezza narrativa e stilistica, ed estrapolavano in modo acuto su aspetti del sociale odierno, proiettandone nel futuro le estreme conseguenze. Non di rado si attingeva alla satira, all'ironia, al sarcasmo, talora all'utopia (ma capovolgendone le valenze nell'"antiutopia", o "utopia negativa", detta anche "distopia").
Il risultato era una visione critica - talora ferocemente - del presente, o delle aspettative e delle illusioni umane, in descrizioni di futuri visti come specchio distorto dell'epoca attuale.

## Precedenti
La social science fiction evidentemente non nasceva dal nulla. Volendo risalire a precursori, va citato anzitutto il Herbert George Wells. Le sue anticipazioni fantastiche, quali i romanzi La macchina del tempo (1895), L'isola del dottor Moreau (1896), L'uomo invisibile (1897), Il risveglio del dormiente, possedevano già una valenza fortemente sociale, come del resto era per buona parte dell'opera dello scrittore britannico. Componente questa che, sia pure in misura diversa, si può dire abbia sempre fatto parte del DNA della fantascienza, se si eccettuano le storie di semplice intrattenimento. È Wells infatti, più che Jules Verne, l'ispiratore della science fiction moderna.

## Anni cinquanta
Fu negli anni cinquanta che si crearono le condizioni affinché si affermasse il filone della social science fiction, filone narrativo che si differenziava dalla fantascienza "popolare" classica, prevalentemente avventuroso-tecnologica, dominante nei decenni precedenti, chiamati "epoca d'oro della fantascienza" a causa della popolarità che aveva assunto il genere negli Stati Uniti.
Terminata la seconda guerra mondiale, avviata la ricostruzione, diviso il mondo in due "blocchi" in concorrenza seppure in pericoloso equilibrio politico da Guerra fredda, si incominciava a guardare con occhio critico allo sviluppo della nuova società emergente, cogliendone le contraddizioni. Per esempio, nel racconto di Robert Sheckley Il costo della vita (Cost of Living, 1952), si prospettava - con sguardo acuto e premonitore - una società consumista al punto da "spalmare" i debiti delle famiglie sulle generazioni future.
Sempre Sheckley, nel racconto La settima vittima (The Seventh Victim, 1954) ipotizzava una società che, per evitare i conflitti bellici, ma volendo anche lasciar sfogo all'innato istinto violento dell'uomo, paradossalmente istituzionalizzava l'omicidio. Ciò, attraverso una sorta di gioco mortale privato tra "preda" e "cacciatore": gare con vere e proprie regole da rispettare e premi ai "cacciatori" più esperti. Il racconto ebbe enorme risonanza, trovò imitazioni, variazioni, e ne uscì anche una versione cinematografica italiana con titolo La decima vittima (1965), per la regia di Elio Petri.
Ray Bradbury, nel suo romanzo Fahrenheit 451 (1953) narrava di una società futura antidemocratica in cui giochi a premi tv interattivi ottundevano le menti della gente; possedere libri era un crimine e i pompieri avevano non più il compito di spegnere gli incendi bensì quello di bruciare i libri. François Truffaut nel trasse il film omonimo nel 1966.

## Fantapolitica
Un ramo fecondissimo della "fantascienza sociologica" - che presto si estese anche alla cinematografia - fu quello che descriveva visioni futuribili della politica; feconda al punto da assumere una sua propria definizione: "fantapolitica". Famosissimo, nell'ambito, il film Il dottor Stranamore - Ovvero: come ho imparato a non preoccuparmi e ad amare la bomba di Stanley Kubrick del 1964, in cui si fa una feroce satira della guerra fredda.
Nel tempo, l'etichetta "fantascienza sociologica" ha assimilato varie opere narrative anche non dichiaratamente di fantascienza, ampliando così il suo ambito: in questo senso, oggi - per fare alcuni esempi - i romanzi come 1984 di George Orwell, Noi di Evgenij Ivanovič Zamjatin, Il mondo nuovo di Aldous Huxley vengono spesso fatti rientrare nella categoria.